# Ягодный (Октябрьский район)
Ягодный — упразднённый хутор в Октябрьском районе Оренбургской области России. На момент упразднения входил в состав сельского поселения Краснооктябрьский сельсовет. Исключён из учётных данных в 2008 году.

## География
Располагался на суходоле между верщинами оврагов Кастеринский и Усман Дедовский, на расстоянии, примерно, 5 километр к юго-востоку от села Михайловка.

## История
Впервые упоминается в 1939 году как кошара №16 совхоза «Овцевод».
Постановление Законодательного Собрания Оренбургской области 20 февраля 2008 года хутор исключен из учётных данных.

## Население
По переписи 2002 года на хуторе проживало 9 человек, из которых казахи составляли 100 % населения.